# Antikraak
Antikraak is een vorm van gebruik van leegstaand onroerend goed, waarbij een kleine groep mensen een pand 'bewaakt' om te voorkomen dat krakers het vastgoed in gebruik kunnen nemen.
Antikrakers (ook wel kraakwachten) hebben in Nederland veel minder rechten dan reguliere huurders of zelfs krakers. Dit komt door de juridische constructie waaronder de woonovereenkomst wordt aangegaan. Een vastgoedeigenaar huurt een antikraakbureau in, dat vervolgens tijdelijke bewoners plaatst. Zij krijgen een bruikleencontract in plaats van een huurovereenkomst waardoor de wettelijke huurbescherming niet van kracht is. Als compensatie voor de korte opzegtermijn (doorgaans 14 dagen) is de woonvergoeding die de kraakwachten moeten betalen veel lager dan de huurprijs voor het pand in het economisch verkeer zou bedragen. Daarnaast spreken de meeste antikraakbureaus de intentie, maar niet de garantie, uit bij beëindiging van de woonovereenkomst een ander antikraakpand ter beschikking te zullen stellen.
In het contract staat vaak vermeld dat de bewoners niet werkelijk bewoners zijn maar gebruikers van het onroerend goed. Doordat antikrakers geen echte bewoners zouden zijn, kon het pand, voor de invoering van het kraakverbod in Nederland, vaak direct na het vertrek van de antikrakers weer (legaal) gekraakt worden.
Vaak worden grote leegstaande kantoorpanden in gebruik genomen door slechts een handjevol kraakwachten. Veel ruimtes en verdiepingen blijven leegstaan. Een nadeel voor de antikrakers zelf is het veelvuldige verhuizen waar men wellicht mee te maken krijgt, en de soms gebrekkige voorzieningen in de panden. Een voordeel is dat ze snel zelf kunnen vertrekken en geen lange opzegtermijn hebben.
Vooral studenten en kunstenaars maken veelvuldig gebruik van het woningaanbod van antikraakbureaus. De eerste groep vooral vanwege de lage huren (gecombineerd met een tekort aan betaalbare reguliere studentenwoningen) en de tweede groep vooral vanwege de grote ruimtes en de mogelijkheden tot eigen atelier. Voor de eigenaren is het gunstig dat objecten geen kraakschade oplopen en voor de buurt van de gebruikers dat ze de antikraakorganisatie kan aanspreken op mogelijke overlast.
Binnen een deel van de kraakbeweging worden antikrakers vergeleken met stakingsbrekers vanuit het idee dat antikrakers leegstand faciliteren en zo de woningnood in stand houden. Vanuit het oogpunt van antikraakbureaus voorzien zij echter juist in een woonbehoefte door woonruimte te bieden. Tegenstanders vrezen dat antikraak op termijn ervoor zorgt dat huurdersrechten zoals bescherming van de huisvrede en een redelijke opzegtermijn, zoals deze in de wet zijn vastgelegd, komen te vervallen. Immers, als een verhuurder ook via een antikraakconstructie deze wetten kan omzeilen, is er geen noodzaak meer om op een 'eerlijke' manier woningen te verhuren.
Volgens critici holt antikraak de huurrechten uit, omdat op elk moment het contract opgezegd kan worden, zonder dat daar vervangende woonruimte tegenover staat. Ook heeft het wonen in een antikraakpand vele restricties, zoals het niet mogen hebben van huisdieren of logés, het niet mogen geven van feestjes of ontvangen van bezoek. Vaak staat in een antikraakcontract ook dat het antikraakbureau op elk moment onaangekondigde inspecties mag houden. Dit leidt tot een gebrek aan privacy. Een andere veelgehoorde klacht is dat de prijs voor een antikraakwoning toch heel hoog is. Wettelijk gezien mogen dit alleen de nutskosten zijn, maar vaak komen daar ongespecificeerde administratiekosten bij, een soort van verkapte huur. Antikraak is dan ook volgens de Woonbond controversieel.